# Erpeldange-sur-Sûre

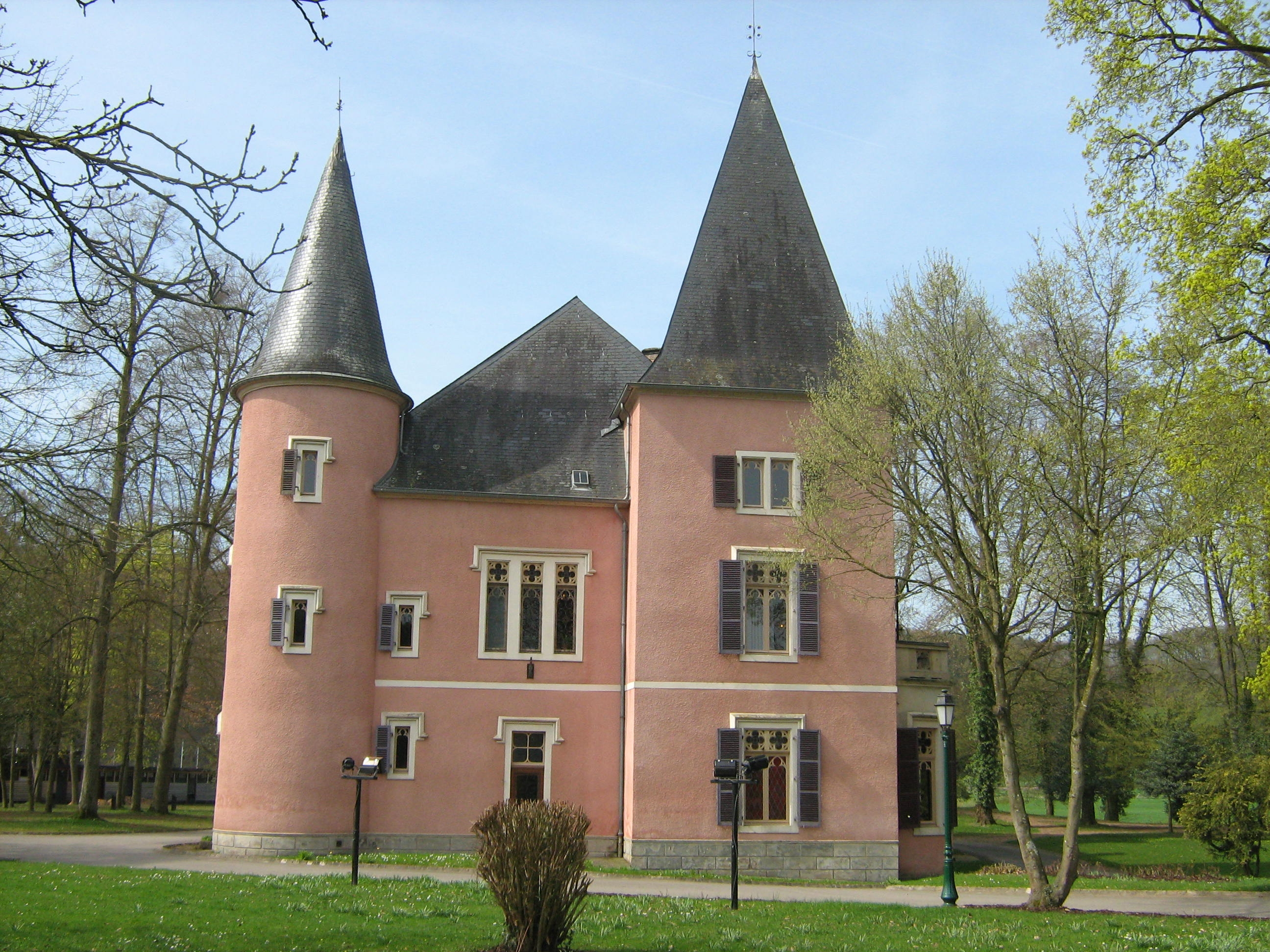
Slot Erpeldingen

Erpeldange-sur-Sûre (Luxemburgs: Ierpeldeng op der Sauer, Duits: Erpeldingen an der Sauer) is een gemeente in het Luxemburgse kanton Diekirch. De gemeente heeft een totale oppervlakte van 17,97 km² en telde 2116 inwoners op 1 januari 2007.

## Ontwikkeling van het inwoneraantal
| Jaar                              | 2001 | 2002 | 2003 | 2004 | 2005 |
| --------------------------------- | ---- | ---- | ---- | ---- | ---- |
| Inwoneraantal                     | 2061 | 2023 | 2066 | 2065 | 2094 |
| Opmerking: tellingen op 1 januari |      |      |      |      |      |

## Plaatsen in de gemeente
- Bürden
- Erpeldange
- Ingeldorf

## Geboren
- Edmond Lux (1916-2004), beeldhouwer, graficus en kunstschilder

Bürden · Erpeldange-sur-Sûre · Ingeldorf

Luxemburgse gemeenten · Kanton Diekirch · Luxemburg
Bettendorf · Bourscheid · Diekirch · Erpeldange-sur-Sûre · Ettelbruck · Feulen · Mertzig · Reisdorf · Schieren · Vallée de l'Ernz